# Лютик завитой
Лютик завитой, или Лютик жестколистный, или Лютик круглолистный (лат. Ranunculus circinatus) — вид многолетних водных растений рода Лютик (Ranunculus) семейства Лютиковые (Ranunculaceae). В литературе и интернет-источниках чаще встречается как Шелко́вник жестколи́стный, Шелковник завито́й, или Водяно́й лю́тик завитой, или Водный лю́тик завитой по устаревшему синонимичному названию лат. Batrachium circinatum. 

## Ботаническое описание
Многолетнее растение. Травянистое, водное, кистекорневое. Корни, укореняющееся на дне водоёмов, часто обрываются и растение свободно плавает в воде. Стебель длиной до 2 метров. Листья вне воды ниспадающие, жёсткие, сидячие, стеблеобъемлющие, в очертании округлые. Пластинки 2—3 см в диаметре, обычно в 3 раза короче междоузлий стебля, 2—3-кратно трёхрассечённые на тонкие, нитевидные сегменты.
Цветки обоеполые, актиноморфные в диаметре до 15 мм, возвышаются над водой на длинных цветоножках. Чашелистиков и лепестков 5, тычинок и пестиков много. Лепестки белые, с жёлтым пятном в основании.
Плод — многоорешек, из 25—30 плодиков. Цветение в июне — июле. Плодоношение в июле-августе.

## Распространение и экология
Евроазиатский вид. Ареал — Европа и Малая Азия. В России распространён в умеренной зоне европейской части и Сибири, а также в бассейне западного Амура и на Дальнем Востоке. Растёт в воде у берегов рек с несильным течением, в озёрах, крупных зарослей не образует, присущ карбонатным илам и к водам со слабощелочной реакцией.

## Охранный статус
Растение включено в Красные книги следующих субъектов РФ: Вологодская область, Республика Татарстан, Чувашская республика, а также в Красные книги следующих областей Украины: Закарпатская область, Харьковская область.

## Классификация

### Таксономия
Ranunculus circinatus Sibth., 1794, Fl. Oxon. : 175
Вид Лютик завитой относится к роду Лютик (Ranunculus) относится к семейству Лютиковые (Ranunculaceae) порядка Лютикоцветные (Ranunculales). Таксономическая схема в соответствии с Системой APG IV по состоянию на декабрь 2023 года:
|  |                                      |  |                                   |                                   |                     |  | ещё 6 семейств | ещё 6 семейств |                   |  |  |  | еще 1 615 подтвержденных видов и 476 видов, ожидающих подтверждения |
|  |                                      |  |                                   |                                   |                     |  | ещё 6 семейств | ещё 6 семейств |                   |  |  |  | еще 1 615 подтвержденных видов и 476 видов, ожидающих подтверждения |
|  |                                      |  |                                   | порядок Лютикоцветные             |                     |  |                |                | род Лютик         |  |  |  |                                                                     |
|  |                                      |  |                                   | порядок Лютикоцветные             |                     |  |                |                | род Лютик         |  |  |  |                                                                     |
|  | отдел Цветковые, или Покрытосеменные |  |                                   |                                   | семейство Лютиковые |  |                |                | вид Лютик завитой |  |  |  |                                                                     |
|  | отдел Цветковые, или Покрытосеменные |  |                                   |                                   | семейство Лютиковые |  |                |                |                   |  |  |  |                                                                     |
|  |                                      |  | ещё 63 порядка цветковых растений | ещё 63 порядка цветковых растений |                     |  |                | ещё 53 рода    | ещё 53 рода       |  |  |  |                                                                     |
|  |                                      |  |                                   | ещё 63 порядка цветковых растений |                     |  |                |                | ещё 53 рода       |  |  |  |                                                                     |

### Синонимы
- Batrachium caespitosum Gray
- Batrachium circinatum Spach
- Batrachium circinatum var. terrestre Lunell
- Batrachium foeniculaceum (Gilib.) V.I.Krecz.
- Ranunculus aquatilis var. stagnatilis (Wallr.) DC.
- Ranunculus circinnatoides Arv.-Touv.
- Ranunculus foeniculaceus Gilib.
- Ranunculus hydrocharis var. stagnatilis (Wallr.) Spenn.
- Ranunculus pumilus Poir.
- Ranunculus stagnatilis Wallr.